# Musculus transversus abdominis
De musculus transversus abdominis of dwarse buikspier is een skeletspier die aan de binnenzijde van de schuine buikspieren ligt. Met name deze spier oefent druk uit op de buikingewanden.
De spier ontspringt aan de binnenzijde van de cartilago costalis van rib 7-12, aan het ligamentum lumbicostale, aan de ventrale ¾ van het labium internum cristae iliacae en aan de laterale ½ van het ligamentum inguinale. Ze hecht zich vast aan de linea semilunaris en de tendo conjunctivus.
De craniale vezels hebben als functie het vernauwen van de apertura thoracis inferior bij expiratie. De caudale vezels daarentegen moeten de taille verwekken en zijn nuttig bij buikpers, urineren, braken, bevalling.